# 道の駅猪苗代
道の駅猪苗代（みちのえきいなわしろ）は、福島県耶麻郡猪苗代町大字堅田字五百苅にある国道115号の道の駅である。

## 概要
火山や豪雪などの災害に備えた防災拠点機能とヘリポートを有し、2015年には国土交通省の重点「道の駅」、2021年には福島県内で唯一「防災道の駅」にそれぞれ選定されている。
磐越自動車道 猪苗代磐梯高原ICから降りてすぐの立地で、施設敷地内から磐梯山および同町内の道の駅猪苗代と並ぶランドマーク施設猪苗代スキー場を望むことができる。
開業以降、年間約90万人の来場者がある道の駅で、2020年には旅行雑誌『じゃらん』の「全国道の駅グランプリ」において第2位にランクインしている。
さまざまなイベントの開催を行う駅長二瓶盛一の手腕に寄るところも大きく、年度来場者数100万人を達成。
その100万人達成記念として女優の竹下景子が一日駅長を務めた。

## 施設
- 駐車場
  - 普通車：164台（5台がキャンピングカー専用の「RVパーク」）
  - 大型車：16台
  - 身障者用：2台
- トイレ：50器
- 物販コーナー（9:00 - 18:00）
  - 農産物直売所
- メインダイニング I（レストラン、10:30 - 16:00）[15]
- フードコート「猪屋」（9:00 - 18:00）
- 観光案内所
- 会議室
- 災害対策用具備蓄倉庫
- ヘリポート

### 管理団体
- 株式会社道の駅猪苗代

## アクセス
- 国道115号 - 登録路線

自動車
- 磐越自動車道猪苗代磐梯高原IC[12]より約1分[2][13]。
  - 2018年3月24日から、同ICから当道の駅に立ち寄って1時間（当初、2020年に3時間に延長し、2022年には2時間に短縮）以内に再進入した場合は料金調整が行われる実証実験を実施している（ETC2.0搭載車限定）[16][17]。

## 周辺
- 磐梯山[3]
- 猪苗代湖[12]
- 東日本旅客鉄道（JR東日本）磐越西線 猪苗代駅
- 猪苗代スキー場